# Futbol'nyj Klub Anži 2001
Questa voce raccoglie le informazioni riguardanti il Futbol'nyj Klub Anži nelle competizioni ufficiali della stagione 2001.

## Stagione
In campionato terminò tredicesimo, salvandosi per il rotto della cuffia e peggiorando di molto il quarto posto del 2000.
In Coppa di Russia, riuscì ad avere la meglio del Chimki, squadra di seconda serie, solo ai rigori, per poi venire eliminato dalla Dinamo Mosca a seguito di un fragoroso 5-0.
In Coppa UEFA fu immediatamente eliminato dagli scozzesi del Rangers a seguito della sconfitta per 1-0 sul neutro di Varsavia.

## Rosa
| N. |                                 | Ruolo | Calciatore          |
| -- | ------------------------------- | ----- | ------------------- |
|    | Azerbaigian (bandiera)          | P     | Aleksandr Zhidkov   |
|    | Macedonia (bandiera)            | P     | Lazo Lipovski       |
|    | Russia (bandiera)               | P     | Sergey Armishev     |
|    | Azerbaigian (bandiera)          | D     | İlqar Əbdürəhmanov  |
|    | Bielorussia (bandiera)          | D     | Sjarhej Jaskovič    |
|    | Bosnia ed Erzegovina (bandiera) | D     | Dženan Hošić        |
|    | Camerun (bandiera)              | D     | Michel Pensée       |
|    | Russia (bandiera)               | D     | Arsen Akayev        |
|    | Russia (bandiera)               | D     | Andrei Gordeyev     |
|    | Serbia e Montenegro (bandiera)  | D     | Ratko Nikolić       |
|    | Serbia e Montenegro (bandiera)  | D     | Nebojša Stojković   |
|    | Turkmenistan (bandiera)         | D     | Denis Peremenin     |
|    | Ucraina (bandiera)              | D     | Serhiy Dmytriyev    |
|    | Azerbaigian (bandiera)          | C     | Narvik Sırxayev     |
|    | Bosnia ed Erzegovina (bandiera) | C     | Zehrudin Kavazović  |
|    | Kirghizistan (bandiera)         | C     | Sergej Ivanov       |
|    | Russia (bandiera)               | C     | Gadzhi Bamatov      |
|    | Russia (bandiera)               | C     | Valeri Likhobabenko |

| N. |                                 | Ruolo | Calciatore           |
| -- | ------------------------------- | ----- | -------------------- |
|    | Russia (bandiera)               | C     | Murad Ramazanov      |
|    | Russia (bandiera)               | C     | Il'ja Cymbalar'      |
|    | Serbia e Montenegro (bandiera)  | C     | Goran Jovanović      |
|    | Slovacchia (bandiera)           | C     | Marek Holly          |
|    | Uzbekistan (bandiera)           | C     | Ruslan Agalarov      |
|    | Bosnia ed Erzegovina (bandiera) | C     | Elvir Rahimić        |
|    | Kazakistan (bandiera)           | C     | Dmïtrïý Byakov       |
|    | Russia (bandiera)               | C     | Sergej Nekrasov      |
|    | Russia (bandiera)               | C     | Anatoli Tebloyev     |
|    | Brasile (bandiera)              | A     | Edu                  |
|    | Russia (bandiera)               | A     | Magomed Adiyev       |
|    | Russia (bandiera)               | A     | Valery Alekseyev     |
|    | Russia (bandiera)               | A     | Budun Budunov        |
|    | Russia (bandiera)               | A     | Ishref Magomedov     |
|    | Russia (bandiera)               | A     | Aleksei Sherstnyov   |
|    | Camerun (bandiera)              | A     | Jupiter Yves Ngangue |
|    | Serbia e Montenegro (bandiera)  | A     | Predrag Ranđelović   |

## Risultati

### Campionato
| Mosca 10 marzo 2001 1ª giornata | Torpedo-ZIL | 1 – 1 referto | Anži | Stadio Ėduard Strel'cov (7 000 spett.) |

| Nal'čik 17 marzo 2001 2ª giornata | Anži | 1 – 1 referto | Saturn | Stadio Spartak (12 000 spett.) |

| Voronež 31 marzo 2001 3ª giornata | Fakel Voronež | 0 – 1 referto | Anži | Stadio Centrale (24 000 spett.) |

| Nal'čik 7 aprile 2001 4ª giornata | Anži | 1 – 0 referto | Dinamo Mosca | Stadio Spartak (12 500 spett.) |

| Samara 14 aprile 2001 5ª giornata | Kryl'ja Sovetov Samara | 0 – 0 referto | Anži | Stadio Metallurg (35 000 spett.) |

| Machačkala 18 aprile 2001 6ª giornata | Anži | 0 – 1 referto | Torpedo Mosca | Stadio Dinamo (17 000 spett.) |

| Vladikavkaz 28 aprile 2001 7ª giornata | Alanija Vladikavkaz | 2 – 1 referto | Anži | Respublikanskij stadion Spartak (15 000 spett.) |

| Mosca 6 maggio 2001 8ª giornata | CSKA Mosca | 1 – 0 referto | Anži | Stadio Dinamo (10 000 spett.) |

| Machačkala 12 maggio 2001 9ª giornata | Anži | 1 – 0 referto | Lokomotiv Mosca | Stadio Dinamo (15 000 spett.) |

| San Pietroburgo 19 maggio 2001 10ª giornata | Zenit San Pietroburgo | 1 – 1 referto | Anži | Stadio Petrovskij (19 000 spett.) |

| Machačkala 26 maggio 2001 11ª giornata | Anži | 2 – 0 referto | Sokol Saratov | Stadio Dinamo (17 500 spett.) |

| Novorossijsk 10 giugno 2001 12ª giornata | Gekris Novorossijsk | 0 – 0 referto | Anži | Stadio Centrale (10 000 spett.) |

| Machačkala 16 giugno 2001 13ª giornata | Anži | 1 – 2 referto | Spartak Mosca | Stadio Dinamo (17 500 spett.) |

| Volgograd 24 giugno 2001 14ª giornata | Rotor | 1 – 1 referto | Anži | Stadio Centrale (11 000 spett.) |

| Machačkala 30 giugno 2001 15ª giornata | Anži | 0 – 1 referto | Rostsel'maš | Stadio Dinamo (10 000 spett.) |

| Ramenskoe 11 luglio 2001 16ª giornata | Saturn | 1 – 0 referto | Anži | Saturn Stadium (9 000 spett.) |

| Machačkala 18 luglio 2001 17ª giornata | Anži | 2 – 2 referto | Fakel Voronež | Stadio Dinamo (9 000 spett.) |

| Mosca 22 luglio 2001 18ª giornata | Dinamo Mosca | 1 – 1 referto | Anži | Stadio Dinamo (6 000 spett.) |

| Machačkala 28 luglio 2001 19ª giornata | Anži | 4 – 1 referto | Kryl'ja Sovetov Samara | Stadio Dinamo (14 000 spett.) |

| Mosca 4 agosto 2001 20ª giornata | Torpedo Mosca | 2 – 1 referto | Anži | Stadio Lužniki (5 000 spett.) |

| Machačkala 11 agosto 2001 21ª giornata | Anži | 3 – 2 referto | Alanija Vladikavkaz | Stadio Dinamo (14 000 spett.) |

| Machačkala 18 agosto 2001 22ª giornata | Anži | 0 – 0 referto | CSKA Mosca | Stadio Dinamo (18 000 spett.) |

| Ramenskoe 26 agosto 2001 23ª giornata | Lokomotiv Mosca | 4 – 0 referto | Anži | Saturn Stadium (4 500 spett.) |

| Machačkala 16 settembre 2001 24ª giornata | Anži | 0 – 0 referto | Zenit San Pietroburgo | Stadio Dinamo (16 000 spett.) |

| Saratov 5 ottobre 2001 25ª giornata | Sokol Saratov | 2 – 0 referto | Anži | Stadio Lokomotiv (12 500 spett.) |

| Machačkala 1º ottobre 2001 26ª giornata | Anži | 3 – 1 referto | Gekris Novorossijsk | Stadio Dinamo (10 000 spett.) |

| Mosca 20 ottobre 2001 27ª giornata | Spartak Mosca | 2 – 1 referto | Anži | Stadio Ėduard Strel'cov (4 000 spett.) |

| Machačkala 8 novembre 2001 28ª giornata | Anži | 0 – 0 referto | Rotor | Stadio Dinamo (10 000 spett.) |

| Rostov sul Don 27 ottobre 2001 29ª giornata | Rostsel'maš | 3 – 2 referto | Anži | Stadio Rostsel'maš (10 000 spett.) |

| Machačkala 4 novembre 2001 30ª giornata | Anži | 0 – 2 referto | Torpedo-ZIL | Stadio Dinamo (11 000 spett.) |

### Coppa di Russia
| Chimki 9 settembre 2001 Sedicesimi di finale | Chimki               | 2 – 2 (d.t.s.) referto | Anži | (4 500 spett.) |
| \| \| \| \| \| \| Tiri di rigore 2 – 4 \| \| |                      |                        |      |                |
|                                              |                      |                        |      |                |
|                                              | Tiri di rigore 2 – 4 |                        |      |                |

| Mosca 13 ottobre 2001 Ottavi di finale | Dinamo Mosca | 5 – 0 referto | Anži | Stadio Dinamo (2 200 spett.) |